# 352273 Turrell
352273 Turrell este o planetă minoră (asteroid) din centura de asteroizi. A fost descoperită pe 11 octombrie 2007 la Stația Anderson Mesa de Lawrence H. Wasserman⁠(d) și a fost numită după James Turrell⁠(d). 
Obiectul prezintă o orbită caracterizată de o semiaxă mare de 2,7312688839741 UAi, o excentricitate de 0,18620469971256, o înclinație de 4,0451607306871 ° în raport cu ecliptica.